# Ferme Bourbon
La ferme Bourbon est une ferme située à Saint-Nizier-le-Bouchoux, en France.

## Présentation
La ferme est située dans le département français de l'Ain, sur la commune de Saint-Nizier-le-Bouchoux. L'édifice est classé au titre des monuments historiques en 1944.